# Exoprosopa enigma
Exoprosopa enigma är en tvåvingeart som beskrevs av Greathead och Neal L. Evenhuis 2001. Exoprosopa enigma ingår i släktet Exoprosopa och familjen svävflugor.
Artens utbredningsområde är Namibia. Inga underarter finns listade i Catalogue of Life.